# Кратима
Кра́тима (греч. κράτημα — задержка, сдерживание), в византийской церковной музыке — длинные мелодические вставки в клиросное пение, протяжное распевание слогов вроде «те-ри-рем» или «э-нэ-на» в отдельных словах. Лексического смысла в кратимах нет. Древнерусский аналог кратим — анена́йки («а-не-не-не-на́») и хабувы («о-хо-хо-бу-ве»). Аненайки до сих пор сохранились в крюковых книгах и пении старообрядцев.
Это пение как бы символизирует пение ангелов — отчётливая параллель со словами апостола Павла о «неизреченных глаголах» (2Кор. 12:4), слышимых в горних обителях.
Происхождение кратим связано, по-видимому, с богослужебным чином церкви Святой Софии Константинопольской, где они имели практическое назначение — «задерживали» богослужение (отсюда и название), когда это было необходимо (например, до прихода императора, который выполнял определённые обязанности за богослужением), позволяя избегать долгих пауз, столь отрицательно воспринимаемых православным литургическим сознанием.
Кратимы и сейчас не вполне утратили свои утилитарные функции: помимо придания праздничной службе большей торжественности, они помогают уставщику или екклисиарху регулировать продолжительность богослужения. На Афоне строго соблюдается древнее указание Иерусалимского устава: «Должно есть екклисиарх имети опасство в псалмопении и в чтении, да солнцу восходящу бывает отпуст». Попутно заметим, что по той же причине неотъемлемую принадлежность афонских храмов составляют часы с боем. Пение «Богородице Дево» с териремом («те-ри-рем») может продолжаться от 40 минут до полутора часов.
По материалам сайта Древо. Открытая православная энциклопедия.